# كلود أرنولد
كلود أرنولد (بالإنجليزية: Claude Arnold)‏ هو لاعب كرة القدم الكندية كندي وأمريكي، ولد في 1 نوفمبر 1924 في أوكمولغي في الولايات المتحدة، وتوفي في 23 ديسمبر 2016 في أوكلاهوما سيتي في الولايات المتحدة.

## وصلات خارجية
- كلود أرنولد على موقع JustSportsStats.com (الإنجليزية)